# Възкресия Вихърова
Възкресия Вихърова е българска театрална режисьорка.

## Биография
Възкресия Вихърова Анастасова е родена в Каварна на 28 юни 1957 година. Завършва режисура и актьорско майсторство в класа на проф. Надежда Сейкова във ВИТИЗ „Кръстьо Сарафов“ (1983). Специализира при проф. Кафиц във Валфдорф Педагоги, Виена (1994 – 1995). Дебютира с постановка на „Дневникът на един луд“ – Жан-Клод Кариер в ДТ – Димитровград (1983). Работи в ДТ – Димитровград, ДТ – Видин, Драматичен театър – Хасково в Хасково, Нов драматичен театър „Сълза и смях“. Асистент на проф. Елена Баева във ВИТИЗ „Кр. Сарафов“ (1989 – 1991), от 1991 г. е режисьор на свободна практика, през същата година основава Театралния департамент на Нов български университет, автор и директор на бакалавърска програма по актьорско майсторство и режисура, главен асистент, а от 2002 г. – доцент.
Поставя спектакли на много и различни български сцени, както и на европейски. В началото на творческата си кариера Възкресия Вихърова е напълно отдадена на експеримента, но след 2005 година прави комуникативни спектакли за по-широка публика – „Коко“ и „Фантомна болка“ в Театър 199 „Валентин Стойчев“, „Ужасните родители“ в Театър „София“), българо-австралийския проект „Индже“ (по разказа на Йордан Йовков).
Тя е основател и ръководител на Театър на голия охлюв – университетски театър на НБУ. Със свои спектакли и с участието на студенти е участвала в едни от най-известните и престижни театрални форуми като Варненско лято, Европейски месец на културата – Пловдив (1999), Международен театрален фестивал – Лвов, Украйна – където спечелва специалната награда на фестивала (1996), Театрален фестивал МОТ“ – Скопие, Македония (1995), Международен фестивал на театралните училища – Амстердам, Холандия (1994, 1995), UNIDRAM’95 – Потсдам, Германия (1995), „Dance ’95“ – Мюнхен, Германия (1995), Международен театрален фестивал – Олденбург, Германия (1995), Международен театрален фестивал – Единбург, Великобритания (1993, 1994), Международна среща на театралните академии „Istropolitana“ – Братислава, Словакия (1994), Втора европейска среща на театралните академии – Търгу Муреш, Румъния (1993), Международен театрален фестивал – Скопие, Македония (1995), турнета в Австралия (1995), Австрия (1992, 1993), Италия (1990), Франция (1993).

## Постановки[1]
През сезон 1989 – 1990 г. създава спектакъла Бит по текстове на Иван Хаджийски, който става и основа за обучение на студентите.
Информацията в списъка подлежи на допълване.
- „Звезди“ – А. Ошецка,
- „Бит I“ и „Бит II“ – по Иван Хаджийски,[3]
- „Дзън“ – по Е. Харитонов,
- „В лунната стая“ на Валери Петров,
- „Слепците“ – по Морис Метерлинк,
- „Аз и ти“ на П. Жералди,
- „Президентките“ на Вернер Шваб,
- „Индже“ – по Йордан Йовков,[4]
- „Вишневи сестри“ на от Майкъл Грийн,[5]
- „Домът на Бернарда Алба“ на Федерико Гарсия Лорка (Народен театър „Иван Вазов“),[6][7]
- „Английската любовница“ – по романа на Маргьорит Дюрас,[8]
- „Ужасните родители“ [9][10][11] и „Лудата на дома“ на Жан Кокто,
- „Коко“ на Саня Домазет[12]
- „Жарава“[13] и „Амарантос“[14] на Димитър Кабаков,
- „Ковачи“ на Алек Попов,[15][16] и др.

## Признание и награди
Награди
- „Бит“ – награда на журито за полифоничност в театрален спектакъл – Фестивал „Инфант“ в Нови сад
- „Надежда сляпата“ – спектакъл в Народен театър „Иван Вазов“ – първа награда за женска роля на Фестивал на камерните форми във Враца
- „Надежда сляпата“ – спектакъл в Народен театър „Иван Вазов“ – награда за сценография на Фестивал на новата българска драма в Шумен
- „Топлината през ноември“ – спектакъл на драматичен театър Шумен – награда за главна мъжка роля на Фестивал на новата българска драма в Шумен
- „Москва“ – спектакъл на Драматичен театър Шумен – награда за сценография на Фестивал на новата българска драма в Шумен
- „Домът на Бернарда Алба“ – спектакъл на Народен театър „Иван Вазов“ – „Аскеер“ за поддържаща женска роля
- „Жарава“ – всички възможни награди за главна женска роля на територията на страната
- „Амарантос“ – спектакъл на Нов драматичен театър „Сълза и смях“ – „Икар“ за авторска музика

Номинации
- „Бит“ – номинация Аскер за сценография и костюми
- „Домът на Бернарда Алба“ – спектакъл на Народен театър „Иван Вазов“ – номинация Икар за режисура
- „Амарантос“ – спектакъл на Нов драматичен театър „Сълза и смях“ – номинация Икар за поддържаща женска роля